# Podgorci
Podgorci so vas v Občini Ormož. Ležijo na prehodu Slovenskih goric v Dravsko polje. Na hribu nad vasjo se dviga cerkev svetega Lenarta, ki ima bogato zgodovino in je tudi prepoznavni znak Podgorcev. V Podgorcih trenutno prebiva približno 600 prebivalcev.
Vas je dobila ime Podgorci, ker leži pod številnimi vinogradi, tj. pod goricami.

## Krajevna skupnost Podgorci
Krajevno skupnost Podgorci sestavlja 7 vasi:
- Podgorci
- Cvetkovci
- Osluševci
- Bresnica
- Ritmerk
- Strjanci
- Preclava

Največja vas so Cvetkovci, Podgorci pa so na drugem mestu. Vsaka izmed vasi ima tudi svoj simbolični grb. Grb Podgorcev je Potrti plot. v Krajevni skupnosti živi približno 1700 prebivalcev.

## Znamenitosti

### Cerkev svetega Lenarta
Cerkev so zgradili okoliški prebivalci v letih 1518-1520 v zahvalo, da so ostali živi med takratnim ropanjem ter požiganjem Turkov in Krucov. Zgrajena naj bi bila iz ruševin gradu, ki je nekoč bil na hribu nad bližnjo vasjo Sodinci. To priča "kamnita opeka", ki je vzidana v steno cerkve, na njej pa je še vedno dobro viden zgodovinski pečat. Notranjost cerkve je baročna. Danes na to obdobje kaže le okrašena in pozlačena marmorna prižnica iz 18. stoletja. 

Leta 2011 je cerkev dobila nove orgle. Ena izmed največjih dragocenosti cerkve pa je zlati ciborij iz 16. stoletja. Posoda je v obliki drevesa, katerega krošnja je jabolko, po deblu se ovija kača, pod njo pa stojita Adam in Eva.

### Partizanski prehod
To je spomenik, posvečen partizanskim kurirjem, ki so prenašali sporočila iz Slovenskih Goric proti Ptujskemu ter Dravskemu polju med leti 1941—1945. Spomenik leta 1975 postavilo Železniško podjetje Maribor. Ima obliko črke V. Na vrhu je rdeča peterokraka zvezda, v sredini je tabla z napisom PARTIZANSKI PREHOD in letnici.

### Kužno znamenje
Kužno znamenje je visok kamniti spomenik. Na njem je napis H.V.P./R.R.D. in letnica 1644.

### Spomenik zmage in revolucije
Ta spomenik je posvečen padlim borcem 2. svetovne vojne (1941–1945), na njem so napisana tudi imena.

## Društva in prireditve
V vasi delujejo naslednja društva:

### Prostovoljno gasilsko društvo Podgorci
PGD so ustanovili 1951. Sprva je kot gasilski dom uporaljalo različne stare objekte po vasi. Rredne selitve društva niso prišle več v poštev, zato so v letih 1958–1961 zgradili skromen gasilski dom. Leta 1969 je društvo pridobilo tudi prvo motorno gasilsko vozilo. Z njim so bile intervencije veliko lažje kot s konjsko vprego. V gasilskem domu je bila že od začetka alarmna naprava, ki so jo leta 1971 zamenjali z električno. 

Leta 1989 so po pregledu gasilskega doma ugotovili, da je preveč dotrajan za obnovo. Zato so začeli graditi novega, ki je bil zgrajen v dveh letih. Leta 2009 je Društvo kupilo novo gasilsko vozilo Iveco GVV-1 z dobro opremo.

#### Kozje dirke
Kozje dirke so bile vrsto let zelo znana tradicionalna prireditev. To je bilo tekmovanje, kjer je moral vodnik s kozo v najkrajšem času prispeti na cilj skozi različne ovire, vsako leto so lahko tekmovali tudi obiskovalci. Na tej prireditvi so domačini med drugim ponujali tudi različine kozje dobrote, tekmovanju pa je sledila veselica. Sedaj pa se ta tradicija zaradi spreminjanja zakonodaje (o živalih) iz leta v leto bolj spreminja zgolj v navadno veselico.

### Kulturno društvo Alojz Žuran
Je društvo, ki se posveča obujanju starih običajev, predvsem noš in plesov. Ustanovili so ga leta 1978. Nastopa po številih evropskih državah. V njegovem okviru delujeta otroška in odrasla folklora.

### Turistično društvo
Društvo so ustanovili leta 1976. Ukvarja se s promocijo vinogradništva (organiziranje vsakoletne pokušnje vin), skrbi za čisto okolje in prireja tradicionalni Vincekov pohod.

#### Vsakoletna pokušnjavin
Je tradicionalna prireditev, ki jo kulturno društvo prireja vsako leto v sklopu krajevnega praznika.
Je zelo razpoznavna prireditev, saj jo obiščejo obiskovalci iz celotne Slovenije. Vino ocenjujejo priznani slovenski in hrvaški poznavalci in pokuševalci.

### Društvo kmečkih žena
To društvo se ukvarja s tradicionalno peko različnih domačih dobrot, še posebno potic. Sodelujejo tudi na razstavah dobrot slovenskih kmetij.

### Društvi za pomoč
V vasi delujeta tudi Karitas in Rdeči križ, ki priskočita na pomoč ljudem v stiski.

## Infrastruktura
V vasi so:
- osnovna šola (podružnica onnovne šole Velika Nedelja)
- vrtec,
- cerkev sv. Lenarta,
- kulturna dvorana,
- gasilski dom,
- trgovina,
- pošta,
- kmetijska zadruga,
- lovski dom.